# Chimor
Chimor (noto anche come Regno di Chimor) è stato il raggruppamento politico della cultura Chimú che governò la costa settentrionale del Perù tra l'850 ed il 1470 circa. Chimor era il più grande regno del periodo Tardo Intermedio, con i suoi 1000 km di costa. La più grande rovina tuttora esistente di questa civiltà è la città di fango di Chan Chan, allora capitale del regno.
I Chimú si svilupparono a partire dai sopravvissuti della cultura Moche. Sembra che le prime vallate si siano unite di propria volontà, ma che la civiltà Lambayeque sia stata invece conquistata con la forza. Furono influenzati significativamente anche dai Cajamarca e dagli Huari. Secondo la leggenda, la capitale Chan Chan fu fondata da Taycanamo, il quale arrivò dal mare.
Chimor fu l'ultimo regno ad avere qualche possibilità di fermare l'avanzata Inca. Ma la conquista Inca fu fatta partire nel 1470 da Túpac Yupanqui, che sconfisse l'imperatore locale Minchancaman, discendente di Tacaynamo, e fu completata da Huayna Cápac quando salì al trono nel 1493.

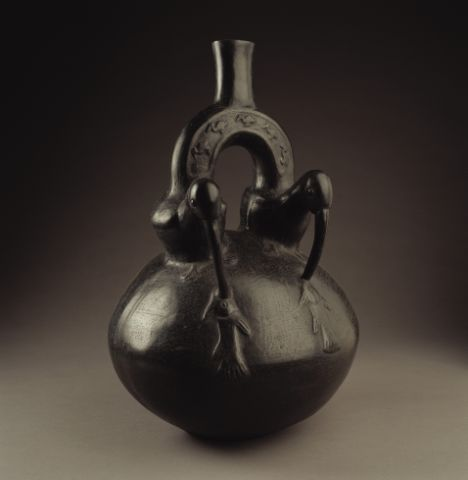
Oggetto Chimu- epoca imperiale, 1300 - 1532. Collezione del Larco Museum

Le ceramiche Chimú sono tutte nere. È anche famoso questo regno per l'ottima lavorazione del metallo, una delle più avanzate di tutto il mondo precolombiano.